# Chablisea imbiba
Chablisea imbiba är en stekelart som beskrevs av Ian D. Gauld och Dubois 2006. Chablisea imbiba ingår i släktet Chablisea och familjen brokparasitsteklar. Inga underarter finns listade i Catalogue of Life.